# 崇义教会
崇义教会（숭의교회）是大韩监理会的一座重要教堂，位于韩国仁川广域市彌鄒忽區崇义洞。创立于1917年。

## 历史
该堂创立于1917年，原为内里教会的祈祷所。1943年关闭。1945年后重建，命名为“崇义”教会，意为“弘扬正气”。教堂现在所在的崇义洞就是因该堂而得名。
李成海接任第16任牧师后，崇义教会迅速发展，1993年信徒人数达48,000人，成为韩国第九大教会，被列入世界上最大的教堂名单
2008年4月8日，李浩文牧师退休，由李善莫接任，是韩国首个由三代牧师负责教会的案例。 不少媒体报道批评牧师的接班。
2009年出席人数为8282人，排名韩国监理会第三,崇义教会被评为超级教会。